# Streptospinigera heteroseta
Streptospinigera heteroseta är en ringmaskart som beskrevs av Kudenov 1983. Streptospinigera heteroseta ingår i släktet Streptospinigera och familjen Syllidae.
Artens utbredningsområde är Mexikanska golfen. Inga underarter finns listade i Catalogue of Life.